# Pseudothelogorgia hartogi
Pseudothelogorgia hartogi är en korallart som först beskrevs av van Ofwegen 1990.  Pseudothelogorgia hartogi ingår i släktet Pseudothelogorgia och familjen Keroeididae. Inga underarter finns listade i Catalogue of Life.